# Sunnersbergs kyrka
Sunnersbergs kyrka en kyrkobyggnad som tillhör Sunnersbergs församling i Skara stift. Den ligger i Lidköpings kommun.

## Kyrkobyggnaden
Kyrkan ligger högt uppe på en kulle i odlingslandskapet i ett fornlämningsrikt område, väl synlig med sin höga, smala tornspira. Byggnaden är uppförd av kvaderhuggen sandsten och består av ett rektangulärt långhus. Vid östra kortsidan finns ett tresidigt avslutat kor lika brett som långhuset. Vid västra kortsidan finns ett kyrktorn med vapenhus och ingång. Vid långhusets norra och södra sidor finns korsarmar. Mellan långhuset och norra korsarmen finns en vidbyggd sakristia. Kyrktornet har en stomme av gråsten med enstaka sandstenar. Ytterväggarna är belagda med vitfärgad spritputs. Ingångar finns i tornets bottenvåning samt på norra och södra korsarmsgavlarna. Kyrkorummet täcks av en öppen takstol som har omsorgsfullt utförda snickeriarbeten.

### Tillkomst och ombyggnader
Den ursprungliga stenkyrkan uppfördes på 1100-talet eller tidigt på 1200-talet. Av denna återstår murverk av kvaderhuggen sandsten i det befintliga långhusets västra del. Någon gång på senmedeltiden förlängdes kyrkan. Under 1400-talet uppfördes kyrktornet av oregelbundet blandmaterial. 1583 eldhärjades kyrkan. 1645 uppfördes ett gravkor för Måns Silfverhielm. Vid en radikal ombyggnad 1709 ersattes det ursprungliga, rakt avslutade koret med nuvarande tresidiga kor. Sannolikt var det då valven revs och ersattes med nuvarande öppna takstol. 
En stor ombyggnad genomfördes 1868-1869 då kyrkan omdanades till korskyrka. På södra sidan revs det Silfverhielmska gravkoret från 1600-talet. Även ett senmedeltida vapenhus revs. Fönster förstorades och i tornets bottenvåning inreddes ett nytt vapenhus. I kyrkorummet tillkom ny bänkinredning och i korsarmarna byggdes läktare. Kyrktornet förblev oförändrat. Efter ombyggnaden fick kyrkan en prägel av nygotik, invändigt såväl som utvändigt. 
En restaurering genomfördes 1955 efter ritningar av arkitekt Axel Forssén. Nuvarande sakristia uppfördes, yttertaket lades om, korgolvet höjdes och inredningen förändrades delvis. 
En genomgripande restaurering utfördes 1993 då kyrkorummets ursprungliga färgsättning återställdes så långt det var möjligt och den ursprungliga senare igenmurade sydportalen har blottats i det inre murlivet.

## Inventarier
- Altartavlan är en oljemålning som skänktes 1779 till kyrkan av greve Claes Julius Ekeblad. Sannolikt målades tavlan på 1600-talet av den flamländske mästaren Anton van Dyck. Tavlans motiv är Jesu döda kropp som bärs av änglar.
- Predikstolen skänktes till kyrkan på 1670-talet av Magnus Gabriel De la Gardie och bär dennes vapen.
- Den sexsidiga dopfunten av vitmålat trä är från 1869.
- I tornet hänger två kyrkklockor. Ena klockan är från slutet av medeltiden och har minuskelinskription. Andra klockan är gjuten 1752 av Nils Billsten, Skara.
- I Rackeby kyrka finns delar av två dopfuntar med okänt ursprung. En av dessa härrör möjligen från Sunnersberg.

### Klockor
Lillklockan är av en senmedeltida typ med starkt utsvängd nederdel. Den har en klumpig inskrift som söker att återge Änglahälsningen på latin.

### Orgel
Orgeln på läktaren i väster har en stum fasad tillverkad ritad av Ludwig Hawerman och byggd 1856 av orgelbyggaren C. J. Fogelberg i Lidköping. Ett nytt verk tillverkades 1899 av Herngrens orgelbyggeri, varvid material från 1856 års orgel ingick. Instrumentet renoverades och utökades 1996 av Smedmans Orgelbyggeri och har femton stämmor fördelade på två manualer och pedalstämma. Det har funnits en tidigare orgel, byggd 1786 av Johan Ewerhardt.